# Ravenloft
Ravenloft (ang. kruczy strych) jest fikcyjnym światem z gry fabularnej Dungeons & Dragons. Jest to odmienna czasoprzestrzeń określana mianem "kieszonkowego wymiaru" (ang. "pocket dimension") i zwana "Półplanem Grozy" (ang. "the Demiplane of Dread"), na którą składają się części lądu zwane domenami (ang. domains) połączone razem przez tajemniczą siłę znaną jako "Mroczne Potęgi" (ang. "The Dark Powers"). Każda z domen jest rządzona przez tajemniczą istotę zwaną "mrocznym władcą" (ang. "darklord"), który jest osobą lub potworem, która popełniła zło tak straszliwe, by ściągnąć na siebie specjalną uwagę Mrocznych Potęg. Mroczni władcy są więźniami własnych domen i nie mogą z nich uciec w żaden sposób. Większość może jednak zamknąć granice własnych domen za pomocą samej myśli - nie pozwalając tym samym na ucieczkę innym. W swych domenach mroczni władcy cierpią przez wieczność za sprawą obiektów swych żądz (często owe obiekty są także przyczyną zbrodni, które popełnili) – podobnie jak mityczny Tantal nie mogąc ich dosięgnąć, mimo iż te są tuż-tuż. Każdy z mrocznych władców ma inne motywacje i pożąda czegoś innego - dla jednego może to być miłość, inny może chcieć odnosić chwalebne zwycięstwa a jeszcze inny może pragnąć zniszczyć swego wroga (na przykład innego mrocznego władcę).

## Świat
Ravenloft jest przede wszystkim światem gotyckiego horroru. Mistrz Podziemi powinien pokazywać sceny wywołujące lęk i strach, kończące się spotkaniem twarzą w twarz z bezimiennym złem. Działania postaci mają znacznie większe znaczenie, przede wszystkim, jeśli są to czyny niemoralne. Działania takie mogą spowodować, iż postać znajdzie się pod wpływem Mrocznych Potęg (ten proces w grze jest nazywany "testami mrocznych potęg", ang. "dark powers checks") i stanie się doszczętnie zła.
Magiczne mgły Ravenloftu mogą pojawić się gdziekolwiek w uniwersum Dungeons & Dragons i przenieść złoczyńców (lub postacie graczy) w świat Ravenloft. Sam Ravenloft stworzył swe własne wariacje różnych planów poprzez splugawienie istniejących planów swą mroczną energią. Plany, z którymi się to stało to Półplan Snów oraz Plany Żywiołów: Ziemi, Powietrza, Wody i Ognia. Ich skażone obszary pojawiły się w najnowszej wersji Planescape. Z Półplanu Snów wydzielił się obszar zwany Krainami Koszmarów (ang. Nightmare Lands), natomiast z Planów Żywiołów powstały Półplany: Mogiły, Mgieł, Krwi i Stosów (ang. Demiplanes of Grave, Mist, Blood and Pyre).

### Mroczne Potęgi
Mroczne Potęgi to nieprzyjazne siły, które kontrolują Półplan Grozy. Specjalnie nie podano danych ani o ich naturze ani o ilości, pozwalając by ujawniło się to dopiero w fabule sesji. Jest to związane z tradycją powieści gotyckich, gdzie bohaterowie często stykają się ze znacznie od nich potężniejszym i przewyższającym ich ilością niebezpieczeństwem, którego natura nie jest poznana.
Mroczne Potęgi najczęściej służą jako wątki fabuły, głównie te tyczące się mrocznych władców, którzy de facto są widocznymi panami Półplanu Ravenloftu. Tak jak gracze są często prześladowani przez mrocznych władców, tak oni sami są prześladowani przez Mroczne Potęgi. Oczywiście istnieje pewna różnica - o ile wiele przygód w D&D koncentruje się na pokonaniu przez postacie graczy mrocznych władców (w podobnym duchu jak w powieści Brama Stokera Drakula), o tyle pokonanie Mrocznych Potęg nie jest możliwe.
Najczęściej działania i zamierzenia Mrocznych Potęg są widoczne poprzez subtelne manipulacje przeznaczeniem. Dla przykładu - próby Strahda von Zarovicha by odzyskać swą ukochaną Tatyanę są skazane na niepowodzenie, jednak Mroczne Potęgi działają tak, iż wciąż nie traci on nadziei, że może mu się to udać. Za każdym razem jego porażka wydaje się być następstwem jego własnych czynów, dlatego też, zamiast wykląć bogów i poddać się, obwinia samego siebie i próbuje "jeszcze raz". Historie większości innych mrocznych władców również zawierają podobne motywy - niemożność odniesienia sukcesu z powodu zdawałoby się mało prawdopodobnych przypadków.
Nie wszyscy mroczni władcy wiedzą jednak o istnieniu Mrocznych Potęg. Na przykład Strahd w swych wspomnieniach wspomina tylko jedną siłę znaną jako „Śmierć”, która drwi z niego zsyłając wizje głosów jego rodziny i dawnych przyjaciół. Vlad Drakow, którego militarne wyprawy są skazane na ciągłe porażki, zdaje się nie dostrzegać przyczyn swych wiecznych klęsk innych niż naturalne.
Mroczne Potęgi mogą także dokonywać manipulacji, które w swej naturze nie są złe. Mimo iż ich machinacje najczęściej są odpowiedzialne za cierpienia wielu mieszkańców Ravenloft, wydają się one także odgrywać rolę jako swego rodzaju strażnicy sprawiedliwości. Niektóre z opowieści niewinnych osób, którym udało się uciec z Ravenloft mówią o Mrocznych Potęgach, które uznały owe osoby za warte nagrody, jaką jest możliwość opuszczenia krain mgieł.
Dokładna natura Mrocznych Potęg nie została wyjaśniona nigdzie, poza kilkoma powieściami, które jednak są obecnie uważane za niekanoniczne. Mroczne Potęgi pozostają więc wieczną zagadką - niemożliwym do poznania bytem, którego motywów postacie graczy nigdy nie będą mogły poznać.

### Spekulacje
Ravenloft ukazuje się jako więzienie dla nikczemników zaś Mroczne Potęgi możemy uznać za strażników owego więzienia. Osoby z wielką skłonnością do czynienia zła są wciągane do tego świata i "nagradzane" za zło, które tam czynią. Owe nagrody są jednak pułapką wiążącą ofiary coraz silniej z ową krainą. Jeśli dana osoba okaże się wystarczająco zła otrzymuje swe własne więzienie - Domenę. Właśnie do tego momentu osoba mogła podróżować zgodnie z własną wolą w większym lub mniejszym zakresie.
Osoby, które pozostaną czyste i dobre nie są bezpośrednio karane przez świat – cierpią jednak od tych, którzy okazali się mniej podatni na wpływ zła. Mroczne Potęgi nie wspomagają takich indywidualistów oraz nie karzą ich. Takie osoby są jedynymi, które mogą mieć prawdziwą nadzieję na ucieczkę z Ravenloft.

### Inspiracje
Ravenloft jest znany z tego, iż używa analogii do fikcyjnych postaci z literatury gotyckiej i horroru oraz (rzadziej) postaci historycznych. Przykładami mogą być Strahd von Zarovich i Vlad Drakov, którzy są analogią do postaci Hrabiego Drakuli z powieści Brama Stokera i jego historycznego pierwowzoru Vlada Ţepeşa. Doktor Victor Mordenheim i jego twór - Adam, to analogia do doktora Frankensteina z książki Mary Shelley i stworzonego przez niego potwora. Frantisek Markov to z kolei nawiązanie do postaci doktora Moreau wykreowanej przez H.G. Wellsa, zaś bohaterski doktor Rudolph van Richten to analogia do postaci Abrahama Van Helsinga. Vistanie to stereotypowe, horrorowe przedstawienie Cyganów. Często posiadają oni zdolności do przepowiadania przyszłości, zwykle przy użyciu kart Tarokka - fantastycznej wersji Tarota. Sir Tristen Hiregaard i jego alter ego Malken to postacie wzorowane na noweli Doktor Jekyll i pan Hyde napisanej przez Roberta Louisa Stevensona, natomiast mniej znany Mroczny Władca Maligno (ożywiona kukiełka) to ponura wariacja na temat Pinokia Carlo Collodiego. Trzy wiedźmy pojawiające się w świecie Ravenloft przypominają trzy czarownice z Makbeta (lub inne, znane z literatury kobiece "trójki", które polują na swoje ofiary).
Dodatkowo, poza pożyczaniem motywów z istniejących horrorów Ravenloft czerpie motywy i postacie z innych światów Dungeons & Dragons. Lord Soth, złoczyńca ze świata Smoczej Lancy pojawił się jako mroczny władca w Ravenlofcie, podobnie jak bóg-licz Vecna z Greyhawku wraz z jego dawnym, zdradzieckim sługą - wampirem Kasem. Zagubiony Król Gondegal (ang. The Lost King Gondegal) z Zapomnianych Krain pojawia się także, jednak nie jako mroczny władca. To były przykłady postaci, które były znane i kojarzone ze swoimi światami. Niektóre z osób w Ravenlofcie mają jednak historie, mówiące iż wywodzą się one z innych światów, mimo iż nie wspominają o nich podręczniki do owych światów. Takimi postaciami są na przykład licz Azalin Rex z Greyhawku, templariusz Thakok-An z Dark Sun i najemnik Vlad Drakov ze Dragonlance|Smoczej Lancy - każdy z nich dostał dopiero od twórców Ravenloft swą własną historię w swym świecie.

## Mechanika
Od 2001 roku Ravenloft używa mechaniki d20 z kilkoma modyfikacjami. Dodano nowe rzuty obronne takie jak: strach, przerażenie i szaleństwo (ang. Fear, Horror, Madness) do standardowych na wytrzymałość, wolę i refleks. Pojawiły się także nowe klasy prestiżowe, zaklęcia i atuty.

## Historia
Gdy został po raz pierwszy opublikowany jako osobny moduł do Advanced Dungeons & Dragons, Ravenloft stał się na tyle popularny, iż niedługo po tym wydano paragrafówkę oraz sequel owego modułu (I10: The House on Gryphon Hill) i wreszcie w 1990 roku pełny opis świata o podtytule Realm of Terror, popularnie zwany "Czarnym Pudełkiem" (ang. "Black Box"). Opis świata do Drugiej Edycji był wznawiany jeszcze dwa razy - pierwszy raz jako Ravenloft Campaign Setting (popularnie - "Czerwone Pudełko", ang. "Red Box") a drugi (w twardej oprawie) Domains of Dread, zanim Wizards of the Coast zamknęło linię po przejęciu TSR. W 1991 roku, "Czarne Pudełko" zdobyło nagrodę Origins Award dla Najlepszej graficznej prezentacji gry fabularnej, przygody lub dodatku 1990 roku (ang. Best Graphic Presentation of a Roleplaying Game, Adventure, or Supplement of 1990).
TSR wydało także serię powieści osadzonych w Ravenlofcie. Każda z książek skupiała się zwykle na postaci jednego z mrocznych władców zamieszkujących świat Ravenloft a kilkanaście na postaci Hrabiego Strahda von Zarovicha.
Ravenloft dla Trzeciej (oraz 3.5) Edycji Dungeons & Dragons został wydany przez Sword & Sorcery Studios (część firmy White Wolf); licencję posiadał natomiast Arthaus Games. Licencja powróciła do Wizards of the Coast 15 sierpnia 2005 roku, jednak Sword & Sorcery zachowało prawa do sprzedaży reszty wydanych przez siebie podręczników do czerwca 2006 roku. Ów powrót licencji oznacza, iż dodatek Van Richten's Guide to the Mists nie zostanie wydany w formie papierowej - został więc w listopadzie 2005 roku bezpłatnie udostępniony do ściągnięcia przez Sword & Sorcery.
Obecnie przyszłość świata Ravenloft nie jest znana, wśród fanów są jednak spekulacje, iż projekt będzie zawieszony do czasu aż inna firma uzyska od Wizards of the Coast odpowiednią licencję.
W październiku 2006 roku Wizards of the Coast wydali Expedition to Castle Ravenloft - nową wersję oryginalnej przygody I6: Ravenloft dostosowaną do zasad 3.5 edycji Dungeons & Dragons. Jest to samodzielny dodatek, niezwiązany z innymi podręcznikami do 3.5 edycji Ravenloftu. W 2007 roku Wizards of the Coast ogłosili, że wydadzą dwie nowe powieści osadzone w świecie Ravenloftu: Black Crusade i The Sleep of Reason i podsycili tym samym spekulacje na temat możliwości wznowienia linii produktów związanych ze światem.

## Powieści
Ukazało się wiele powieści, których akcja toczy się na Półplanie Grozy:
- Wampir z mgieł (wrzesień 1991) – Christie Golden, (ISBN 1-56076-155-5)

Pierwsza powieść ze świata Ravenloft pokazująca połączenie między Zapomnianymi Krainami i Ravenloftem.
- Rycerz Czarnej Róży (grudzień 1991) – James Lowder, (ISBN 1-56076-156-3)

Przedstawia losy Lorda Sotha ze świata Dragonlance w świecie mgieł.
- Dance of the Dead (czerwiec 1992) – Christie Golden, (ISBN 1-56076-352-3)

Opisuje historię podróży druidki przez mroczną wyspę Souragne.
- Heart of Midnight (grudzień 1992) – J. Robert King, (ISBN 1-56076-355-8)
- Tapestry of Dark Souls (marzec 1993) – Elaine Bergstrom, (ISBN 1-56076-571-2)
- Carnival of Fear (lipiec 1993) – J. Robert King, (ISBN 1-56076-628-X)
- I, Strahd: The Memoirs of a Vampire (czerwiec 1995) – P.N. Elrod, (ISBN 0-7869-0175-6)

Napisana w formie pamiętnika Strahda von Zarovicha przedstawia szczegóły dotyczące jego początków, więc niespójności z uznanym kanonem Ravenloft mogą być tłumaczone jako stronniczy punkt widzenia Strahda.
- The Enemy Within (luty 1994) – Christie Golden, (ISBN 1-56076-887-8)

Usunięta z kanonu Ravenloftu ze względu na zaprzeczenie początków Tristena Hiregaarda.
- Mordenheim (maj 1994) – Chet Williamson, (ISBN 1-56076-852-5)

W zasadzie jest to retelling Frankensteina.
- Tales of Ravenloft (wrzesień 1994) – edytor Brian Thomsen, (ISBN 1-56076-931-9)

Zbiór krótkich opowiadań różnych autorów. Niektóre z historii łączą się z innymi postaciami i artefaktami z Ravenloftu.
- Tower of Doom (listopad 1994) – Mark Anthony, (ISBN 0-7869-0062-8)
- Baroness of Blood (marzec 1995) – Elaine Bergstrom, (ISBN 0-7869-0146-2)
- Death of a Darklord (czerwiec 1995) – Laurell K. Hamilton, (ISBN 0-7869-4122-7)
- Scholar of Decay (grudzień 1995) – Tanya Huff, (ISBN 0-7869-0206-X)
- King of the Dead (marzec 1996) – Gene DeWeese, (ISBN 0-7869-0483-6)
- To Sleep with Evil (wrzesień 1996) – Andria Cardarelle, (ISBN 0-7869-0515-8)
- Lord of the Necropolis (listopad 1997) – Gene DeWeese, (ISBN 0-7869-0660-X)

Usunięta z kanonu Ravenloft za dokładne zdefiniowanie Mrocznych Potęg i ich motywów.
- Shadowborn (marzec 1998) – Carrie Bebris i William Connors, (ISBN 0-7869-0766-5)

Powieść dokładnie opisuje popularny klan Shadowborn i historię powstania grupy Domen (ang. cluster) Shadowborn.
- I, Strahd: The War Against Azalin (czerwiec 1998) – P.N. Elrod, (ISBN 0-7869-0754-1)

Napisana w formie pamiętnika Strahda von Zarovicha w okresie wojen pomiędzy Barovią i Darkonem.
- Spectre of the Black Rose (marzec 1999) – James Lowder i Voronica Whitney-Robinson, (ISBN 0-7869-1333-9)

Ostatnia powieść z serii książek wydanych przez TSR przedstawia historię ucieczki Lorda Sotha z Ravenloftu i wydarzenia, które do tego doprowadziły.
- Black Crusade (marzec 2008) – Ari Marmell, ma się dopiero ukazać
- The Sleep of Reason (sierpień 2008) – C.A. Suleiman, ma się dopiero ukazać